# Herolind Shala
Herolind Shala (* 1. Februar 1992 in Porsgrunn, Norwegen) ist ein kosovarischer Fußballspieler, der seit 2021 beim türkischen Erzurumspor FK unter Vertrag steht.

## Karriere

### Vereine
Am 1. August 2011 wechselte er von Notodden FK zu Odd Grenland. Dort spielte er bis zum 11. Januar 2015 und wechselte dann in die tschechische erste Liga zu Sparta Prag. Von Juli 2015 bis Juli 2016 war er an Slovan Liberec und für die Saison 2016/17 an den türkischen Erstligisten Kasımpaşa Istanbul ausgeliehen.
Im Sommer 2017 wechselte er zum dänischen Verein Lyngby BK. Ein Jahr später schloss er sich dann Start Kristiansand in Norwegen an. Von dort ging er 2019 weiter zu Vålerenga Oslo.

### Nationalmannschaft
Sein erstes Länderspiel für Albanien machte er am 14. November 2014 beim Testspiel gegen Frankreich. Das Spiel endete 1:1-Unentschieden. Zuvor bestritt er von 2013 bis 2014 sieben Partien für die U-21 und machte dabei zwei Tore. 
Seit 2017 spielt Shala für die Nationalmannschaft des Kosovos.